# Рудничный район (Кемерово)
Рудничный район — один из пяти внутригородских районов города Кемерово. Самый старый район Кемерово.

## География
Расположен на правом берегу реки Томи. Занимает северную и северо-восточную часть города. Включает в себя жилые районы (микрорайоны) Кедровка, Промышленновский и Лесную Поляну. Площадь территории района составляет 54 км², а с прилегающими жилыми районами — 92,1 км², в том числе Кедровка-Промышленновский — 22 км², Лесная Поляна — 16 км².
Название района происходит от слова «рудник», так как на его территории были основаны первые в городе предприятия угледобычи.
Центр района носит название Радуга, поэтому часто так же называют и сам район, а жителей его именуют «радужные».
Главной достопримечательностью района является Рудничный бор: это часть барзаской тайги, специально сохраненная первыми архитекторами при плановой застройке района.

## История
Датой основания района считается 2 декабря 1932 года. Его территория стала активно осваиваться с середины 1920-х годов рабочими, инженерами, архитекторами из США и Европы, которые помогали организовывать Автономную индустриальную колонию (АИК) «Кузбасс» как первое в мире промышленное производство, более эффективное, чем капиталистическое. Аиковцы строили дороги, жилье и объекты соцкультбыта, активно осваивали богатые угольные месторождения.
Кемеровский рудник на территории района дал название всему городу в целом: в марте 1932 года город Щегловск был переименован в Кемерово, а территория самого рудника составила современный Рудничный район города.
Вплоть до 1970-х годов угледобыча составляла основу промышленности района. На его территории действовали шахты «Центральная», «Северная», «Бутовская» (названная в честь геолога П. И. Бутова); кроме того в систему треста «Кемеровоуголь», базирующуюся в районе, входили шахты, географически не принадлежащие району: «Южная», «Ягуновская», «Мазуровская», «Промышленная», а также — с 1955 года — Кедровский угольный разрез.
В 1970-е годы началось угасание Кемеровского рудника и постепенное закрытие шахт и была начата перестройка района: реконструирована основная его улица с одновременным её переименованием из Горловского шоссе в проспект Шахтеров, возведены многоэтажные жилые дома, введен в эксплуатацию второй мост через реку Томь. Вместе со строительством нового здания Рудничного райисполкома центр района перемещается из микрорайона Рудник на Радугу, дающей району неофициальное название. Были построены новые школы, больницы, магазины и район приобретает современный облик. В Сосновом бору закладывается Парк Побед..
В 1980—1990-е годы возводится жилой микрорайон МЖК и основано первое в районе православное религиозное сооружение — Церковь иконы всех скорбящих радость.
В 1991 году на территории, где в 1721 году был открыт кузнецкий уголь, основали музей Красная Горка.
В 2000-е годы по проспекту Шахтеров был запущен новый троллейбусный маршрут, модернизирована трамвайная линия, которая напрямую связала район с левобережной частью города. Отстроен новый микрорайон Серебряный бор, с 2008 года возведён город-спутник Лесная Поляна.

## Население
| 1959    | 1970    | 1979     | 1989    | 2002    | 2009    | 2010    |
| ------- | ------- | -------- | ------- | ------- | ------- | ------- |
| 48 050  | ↗52 297 | ↗52 366  | ↘51 132 | ↘47 390 | ↗77 189 | ↗82 395 |
| 2012    | 2013    | 2014     | 2015    | 2016    | 2017    | 2018    |
| ↗83 595 | ↗85 260 | ↗87 344  | ↗90 448 | ↗92 733 | ↗95 469 | ↗97 370 |
| 2019    | 2020    | 2021     |         |         |         |         |
| ↗98 672 | ↗99 469 | ↗106 049 |         |         |         |         |

## Крупнейшие улицы
- Проспект Шахтёров — один из крупнейших проспектов города. Расположен на правом берегу реки Томи. Проходит с юга на север. Образуется от слияния улиц Милицейская и Логовое шоссе, и заканчивается на окраине города, переходя в улицу Ракитянского. Длина — 5 км. По проспекту проложена трамвайная линии, связывающая район с левобережной частью города, курсирует маршрут троллейбуса, несколько автобусных маршрутов. Почти по всему проспекту (за исключением участка от Логового шоссе и до пересечения с улицей Терешковой) запрещено движение грузового транспорта.

По правую сторону проспекта расположен Сосновый бор — «лёгкие города», в котором находится лыжная база, где тренируются спортсмены-лыжники и любители.
До сентября 1979 года улица носила название Горловское шоссе — в честь города Горловка в Донбассе; переименована в проспект Шахтеров после проведения реконструкции.
- Улица Нахимова — одна из крупнейших улиц города. Названа в честь знаменитого российского адмирала Павла Степановича Нахимова. Образуется от слияния улиц Милицейская и Логовое шоссе, и заканчивается на окраине города, переходя в междугороднюю трассу на города Анжеро-Судженск и Мариинск. Пролегает параллельно проспекту Шахтеров и, в отличие от него, выполняет роль грузовой дороги. Вдоль всей улицы размещается частный сектор и почти отсутствуют многоэтажные строения.
- Улица Юрия Смирнова — названа в честь Героя Советского Союза Юрия Васильвича Смирнова. Инициативу про присвоению улице, а также расположенной на ней школе № 89 имени Ю.Смирнова проявили его однополчане, проживавшие в 60-70 годах на территории района. Улица расположена между проспектом Шахтеров и улицей Нахимова и пролегает параллельно им.
- Институтская улица — названа так из-за расположенных вдоль неё двух институтов: ВостНИИ и КузНИИ. До сентября 1979 года называлась улица Стандартная (от названия поселка Стандарт). Пролегает параллельно проспекту Шахтеров от улицы Терешковой до улицы Цимлянская. По одну сторону улицы располагаются территории институтов и частные гаражи, по другую — жилые дома и две школы.
- Улица Терешковой — одна из крупнейших улиц города. Начинается от пересечения с проспектом Шахтеров, затем через мост переходит на левобережную часть Кемерова и заканчивается на окраине города, переходя в улицу Рубиновая. Названа в честь Героя Советского Союза Валентины Владимировны Терешковой.

## Медицина
На территории района находятся Кемеровский кардиологический диспансер, Центральная районная больница Кемеровского района детская поликлиника и 11-я городская больница.